# هيلين غراهام
هيلين غراهام (بالإنجليزية: Helen Graham)‏ هي مؤرخة بريطانية، ولدت في 1959 في ليفربول في المملكة المتحدة.